# Eleições parlamentares europeias de 2009 no distrito de Setúbal
| Eleições parlamentares europeias de 2009 em Portugal Distritos: Aveiro \| Beja \| Braga \| Bragança \| Castelo Branco \| Coimbra \| Évora \| Faro \| Guarda \| Leiria \| Lisboa \| Portalegre \| Porto \| Santarém \| Setúbal \| Viana do Castelo \| Vila Real \| Viseu \| Açores \| Madeira \| Estrangeiro |

## Resultados por concelho
Os resultados nos concelhos do Distrito de Setúbal foram os seguintes:

### Alcácer do Sal
| Partido                 | Partido                        | Votos  | %               | +/-   |
| ----------------------- | ------------------------------ | ------ | --------------- | ----- |
|                         | Coligação Democrática Unitária | 1 812  | 37,84 / 100,00  | 3,85  |
|                         | Partido Socialista             | 1 347  | 28,13 / 100,00  | 16,85 |
|                         | Partido Social Democrata       | 494    | 10,32 / 100,00  | -     |
|                         | Bloco de Esquerda              | 464    | 9,69 / 100,00   | 6,81  |
|                         | Partido Popular                | 149    | 3,11 / 100,00   | -     |
|                         | PCTP/MRPP                      | 133    | 2,78 / 100,00   | 0,10  |
|                         | Movimento Esperança Portugal   | 48     | 1,00 / 100,00   | Novo  |
|                         | Outros                         | 111    | 2,32 / 100,00   |       |
| Votos Inválidos         | Votos Inválidos                | 231    | 4,82 / 100,00   | 1,94  |
| Total                   | Total                          | 4 789  | 100,00 / 100,00 |       |
| Eleitorado/Participação | Eleitorado/Participação        | 12 155 | 39,40 / 100,00  | 1,23  |

| Freguesia                               | %     | %     | %     | %     | %    | %    | %    | Votantes |
| Freguesia                               | CDU   | PS    | PSD   | BE    | PP   | PCTP | MEP  | Votantes |
| --------------------------------------- | ----- | ----- | ----- | ----- | ---- | ---- | ---- | -------- |
| Alcácer do Sal (Santa Maria do Castelo) | 38,85 | 25,87 | 10,06 | 10,79 | 3,06 | 3,28 | 0,80 | 1 372    |
| Alcácer do Sal (Santiago)               | 30,02 | 27,62 | 14,50 | 11,91 | 3,91 | 2,83 | 1,02 | 1 662    |
| Comporta                                | 36,91 | 27,68 | 6,73  | 11,22 | 4,24 | 2,99 | 1,00 | 401      |
| Santa Susana                            | 50,88 | 25,00 | 9,21  | 7,46  | 1,75 | 1,75 | 0,44 | 228      |
| São Martinho                            | 64,92 | 23,38 | 1,85  | 2,77  | 1,54 | 0,62 | 0,62 | 325      |
| Torrão                                  | 38,08 | 36,08 | 7,62  | 5,87  | 2,00 | 2,87 | 1,62 | 801      |
| Alcácer do Sal                          | 37,84 | 28,13 | 10,32 | 9,69  | 3,11 | 2,78 | 1,00 | 4 789    |

### Alcochete
| Partido                 | Partido                        | Votos  | %               | +/-   |
| ----------------------- | ------------------------------ | ------ | --------------- | ----- |
|                         | Coligação Democrática Unitária | 1 153  | 24,41 / 100,00  | 0,36  |
|                         | Partido Socialista             | 1 148  | 24,31 / 100,00  | 20,00 |
|                         | Partido Social Democrata       | 747    | 15,82 / 100,00  | -     |
|                         | Bloco de Esquerda              | 623    | 13,19 / 100,00  | 5,48  |
|                         | Partido Popular                | 369    | 7,81 / 100,00   | -     |
|                         | Movimento Esperança Portugal   | 83     | 1,76 / 100,00   | Novo  |
|                         | PCTP/MRPP                      | 65     | 1,38 / 100,00   | 0,48  |
|                         | Outros                         | 145    | 3,08 / 100,00   |       |
| Votos Inválidos         | Votos Inválidos                | 390    | 8,26 / 100,00   | 4,64  |
| Total                   | Total                          | 4 723  | 100,00 / 100,00 |       |
| Eleitorado/Participação | Eleitorado/Participação        | 12 303 | 38,39 / 100,00  | 1,03  |

| Freguesia     | %     | %     | %     | %     | %    | %    | %    | Votantes |
| Freguesia     | CDU   | PS    | PSD   | BE    | PP   | MEP  | PCTP | Votantes |
| ------------- | ----- | ----- | ----- | ----- | ---- | ---- | ---- | -------- |
| Alcochete     | 22,89 | 23,96 | 16,30 | 13,94 | 8,13 | 1,88 | 1,38 | 3 185    |
| Samouco       | 30,10 | 23,24 | 13,33 | 11,99 | 7,14 | 1,24 | 1,81 | 1 050    |
| São Francisco | 22,13 | 28,89 | 18,03 | 11,07 | 7,17 | 2,05 | 0,41 | 488      |
| Alcochete     | 24,41 | 24,31 | 15,82 | 13,19 | 7,81 | 1,76 | 1,38 | 4 723    |

### Almada
| Partido                 | Partido                        | Votos   | %               | +/-   |
| ----------------------- | ------------------------------ | ------- | --------------- | ----- |
|                         | Partido Socialista             | 15 043  | 25,74 / 100,00  | 17,15 |
|                         | Coligação Democrática Unitária | 13 083  | 22,39 / 100,00  | 0,66  |
|                         | Partido Social Democrata       | 10 800  | 18,48 / 100,00  | -     |
|                         | Bloco de Esquerda              | 8 549   | 14,63 / 100,00  | 6,45  |
|                         | Partido Popular                | 3 812   | 6,52 / 100,00   | -     |
|                         | Movimento Esperança Portugal   | 897     | 1,54 / 100,00   | Novo  |
|                         | PCTP/MRPP                      | 764     | 1,31 / 100,00   | 0,14  |
|                         | Outros                         | 1 575   | 2,69 / 100,00   |       |
| Votos Inválidos         | Votos Inválidos                | 3 913   | 6,70 / 100,00   | 2,99  |
| Total                   | Total                          | 58 436  | 100,00 / 100,00 |       |
| Eleitorado/Participação | Eleitorado/Participação        | 148 118 | 39,45 / 100,00  | 1,45  |

| Freguesia            | %     | %     | %     | %     | %    | %    | %    | Votantes |
| Freguesia            | PS    | CDU   | PSD   | BE    | CDS  | MEP  | PCTP | Votantes |
| -------------------- | ----- | ----- | ----- | ----- | ---- | ---- | ---- | -------- |
| Almada               | 25,89 | 23,47 | 20,41 | 13,65 | 6,09 | 1,57 | 1,01 | 7 590    |
| Cacilhas             | 28,32 | 19,72 | 19,88 | 14,71 | 5,97 | 1,57 | 1,03 | 3 114    |
| Caparica             | 26,27 | 25,77 | 13,90 | 14,09 | 5,91 | 1,41 | 2,01 | 5 669    |
| Charneca de Caparica | 26,13 | 15,81 | 22,22 | 14,52 | 8,18 | 1,74 | 1,20 | 7 835    |
| Costa de Caparica    | 24,43 | 14,22 | 26,67 | 14,81 | 8,56 | 1,95 | 1,00 | 4 113    |
| Cova da Piedade      | 27,43 | 24,03 | 16,87 | 15,38 | 5,34 | 1,56 | 1,06 | 8 357    |
| Feijó                | 24,25 | 25,41 | 15,29 | 14,83 | 6,64 | 1,49 | 1,79 | 6 162    |
| Laranjeiro           | 26,43 | 26,05 | 15,24 | 14,77 | 5,81 | 1,07 | 1,37 | 6 810    |
| Pragal               | 21,95 | 22,34 | 20,22 | 15,97 | 6,73 | 1,73 | 0,87 | 2 542    |
| Sobreda              | 22,17 | 22,05 | 20,23 | 14,70 | 6,92 | 1,63 | 1,35 | 4 163    |
| Trafaria             | 28,26 | 27,34 | 12,49 | 13,74 | 6,05 | 1,25 | 1,73 | 2 081    |
| Almada               | 25,74 | 22,39 | 18,48 | 14,63 | 6,52 | 1,54 | 1,31 | 58 436   |

### Barreiro
| Partido                 | Partido                        | Votos  | %               | +/-   |
| ----------------------- | ------------------------------ | ------ | --------------- | ----- |
|                         | Coligação Democrática Unitária | 10 471 | 33,85 / 100,00  | 0,55  |
|                         | Partido Socialista             | 7 593  | 24,54 / 100,00  | 16,34 |
|                         | Bloco de Esquerda              | 4 377  | 14,15 / 100,00  | 6,82  |
|                         | Partido Social Democrata       | 3 671  | 11,87 / 100,00  | -     |
|                         | Partido Popular                | 1 486  | 4,80 / 100,00   | -     |
|                         | PCTP/MRPP                      | 464    | 1,50 / 100,00   | 0,10  |
|                         | Movimento Esperança Portugal   | 329    | 1,06 / 100,00   | Novo  |
|                         | Outros                         | 754    | 2,43 / 100,00   |       |
| Votos Inválidos         | Votos Inválidos                | 1 791  | 5,79 / 100,00   | 2,90  |
| Total                   | Total                          | 30 936 | 100,00 / 100,00 |       |
| Eleitorado/Participação | Eleitorado/Participação        | 72 887 | 42,44 / 100,00  | 1,08  |

| Freguesia                 | %     | %     | %     | %     | %    | %    | %    | Votantes |
| Freguesia                 | CDU   | PS    | BE    | PSD   | PP   | PCTP | MEP  | Votantes |
| ------------------------- | ----- | ----- | ----- | ----- | ---- | ---- | ---- | -------- |
| Alto do Seixalinho        | 36,10 | 25,29 | 13,52 | 9,89  | 4,68 | 1,66 | 0,97 | 8 011    |
| Barreiro                  | 34,09 | 22,70 | 14,09 | 14,48 | 4,62 | 1,34 | 1,26 | 3 661    |
| Coina                     | 31,36 | 29,40 | 13,78 | 8,27  | 5,25 | 2,23 | 0,66 | 762      |
| Lavradio                  | 34,12 | 25,61 | 15,46 | 9,95  | 4,52 | 1,42 | 1,13 | 4 935    |
| Palhais                   | 40,40 | 17,10 | 9,52  | 18,55 | 5,32 | 2,42 | 0,81 | 620      |
| Santo André               | 34,87 | 22,87 | 14,43 | 11,31 | 4,91 | 1,34 | 1,06 | 4 643    |
| Santo António da Charneca | 29,87 | 22,62 | 14,26 | 15,32 | 5,82 | 1,43 | 1,19 | 3 766    |
| Verderena                 | 31,14 | 27,06 | 14,19 | 12,74 | 4,39 | 1,41 | 0,99 | 4 538    |
| Barreiro                  | 33,85 | 24,54 | 14,15 | 11,87 | 4,80 | 1,50 | 1,06 | 30 936   |

### Grândola
| Partido                 | Partido                        | Votos  | %               | +/-   |
| ----------------------- | ------------------------------ | ------ | --------------- | ----- |
|                         | Coligação Democrática Unitária | 1 761  | 34,03 / 100,00  | 2,18  |
|                         | Partido Socialista             | 1 327  | 25,64 / 100,00  | 16,76 |
|                         | Partido Social Democrata       | 805    | 15,56 / 100,00  | -     |
|                         | Bloco de Esquerda              | 551    | 10,65 / 100,00  | 7,00  |
|                         | Partido Popular                | 195    | 3,77 / 100,00   | -     |
|                         | PCTP/MRPP                      | 134    | 2,59 / 100,00   | 0,20  |
|                         | Outros                         | 135    | 2,62 / 100,00   |       |
| Votos Inválidos         | Votos Inválidos                | 267    | 5,15 / 100,00   | 2,50  |
| Total                   | Total                          | 5 175  | 100,00 / 100,00 |       |
| Eleitorado/Participação | Eleitorado/Participação        | 12 754 | 40,58 / 100,00  | 2,90  |

| Freguesia                                  | %     | %     | %     | %     | %    | %    | Votantes |
| Freguesia                                  | CDU   | PS    | PSD   | BE    | PP   | PCTP | Votantes |
| ------------------------------------------ | ----- | ----- | ----- | ----- | ---- | ---- | -------- |
| Azinheira dos Barros e São Mamede do Sádão | 33,66 | 25,49 | 12,42 | 15,69 | 3,27 | 4,58 | 306      |
| Carvalhal                                  | 35,59 | 28,33 | 8,72  | 11,14 | 4,84 | 4,60 | 413      |
| Grândola                                   | 35,73 | 24,62 | 15,57 | 10,77 | 3,57 | 2,28 | 3 725    |
| Melides                                    | 24,88 | 30,48 | 20,37 | 6,84  | 4,67 | 2,02 | 643      |
| Santa Margarida da Serra                   | 22,73 | 21,59 | 22,73 | 13,64 | 2,27 | 3,41 | 88       |
| Grândola                                   | 34,03 | 25,64 | 15,56 | 10,65 | 3,77 | 2,59 | 5 175    |

### Moita
| Partido                 | Partido                        | Votos  | %               | +/-   |
| ----------------------- | ------------------------------ | ------ | --------------- | ----- |
|                         | Coligação Democrática Unitária | 7 924  | 35,31 / 100,00  | 0,25  |
|                         | Partido Socialista             | 4 647  | 20,71 / 100,00  | 17,41 |
|                         | Bloco de Esquerda              | 3 765  | 16,78 / 100,00  | 9,20  |
|                         | Partido Social Democrata       | 2 379  | 10,60 / 100,00  | -     |
|                         | Partido Popular                | 1 117  | 4,98 / 100,00   | -     |
|                         | PCTP/MRPP                      | 445    | 1,98 / 100,00   | 0,01  |
|                         | Movimento Esperança Portugal   | 233    | 1,04 / 100,00   | Novo  |
|                         | Outros                         | 639    | 2,85 / 100,00   |       |
| Votos Inválidos         | Votos Inválidos                | 1 294  | 5,76 / 100,00   | 2,64  |
| Total                   | Total                          | 22 443 | 100,00 / 100,00 |       |
| Eleitorado/Participação | Eleitorado/Participação        | 59 665 | 37,62 / 100,00  | 0,95  |

| Freguesia         | %     | %     | %     | %     | %    | %    | %    | Votantes |
| Freguesia         | CDU   | PS    | BE    | PSD   | PP   | PCTP | MEP  | Votantes |
| ----------------- | ----- | ----- | ----- | ----- | ---- | ---- | ---- | -------- |
| Alhos Vedros      | 33,34 | 19,54 | 19,17 | 10,20 | 4,80 | 2,47 | 1,25 | 4 892    |
| Baixa da Banheira | 41,87 | 20,08 | 16,49 | 7,03  | 3,99 | 1,87 | 0,82 | 8 169    |
| Gaio-Rosário      | 43,60 | 24,49 | 13,03 | 5,39  | 3,37 | 1,20 | 0,90 | 445      |
| Moita             | 30,72 | 20,92 | 17,70 | 12,35 | 5,47 | 1,79 | 1,23 | 5 852    |
| Sarilhos Pequenos | 48,69 | 29,78 | 9,46  | 3,02  | 2,41 | 1,81 | 0,20 | 497      |
| Vale da Amoreira  | 24,69 | 22,02 | 13,10 | 21,02 | 8,08 | 2,01 | 1,08 | 2 588    |
| Moita             | 35,31 | 20,71 | 16,78 | 10,60 | 4,98 | 1,98 | 1,04 | 22 443   |

### Montijo
| Partido                 | Partido                        | Votos  | %               | +/-   |
| ----------------------- | ------------------------------ | ------ | --------------- | ----- |
|                         | Partido Socialista             | 3 301  | 25,86 / 100,00  | 20,28 |
|                         | Partido Social Democrata       | 2 611  | 20,45 / 100,00  | -     |
|                         | Coligação Democrática Unitária | 2 392  | 18,74 / 100,00  | 1,01  |
|                         | Bloco de Esquerda              | 1 758  | 13,77 / 100,00  | 7,57  |
|                         | Partido Popular                | 963    | 7,54 / 100,00   | -     |
|                         | PCTP/MRPP                      | 263    | 2,06 / 100,00   | 0,11  |
|                         | Movimento Esperança Portugal   | 152    | 1,19 / 100,00   | Novo  |
|                         | Outros                         | 399    | 3,13 / 100,00   |       |
| Votos Inválidos         | Votos Inválidos                | 928    | 7,26 / 100,00   | 3,38  |
| Total                   | Total                          | 12 767 | 100,00 / 100,00 |       |
| Eleitorado/Participação | Eleitorado/Participação        | 38 069 | 33,54 / 100,00  | 0,91  |

| Freguesia                 | %     | %     | %     | %     | %    | %    | %    | Votantes |
| Freguesia                 | PS    | PSD   | CDU   | BE    | PP   | PCTP | MEP  | Votantes |
| ------------------------- | ----- | ----- | ----- | ----- | ---- | ---- | ---- | -------- |
| Afonsoeiro                | 27,64 | 14,32 | 22,56 | 12,82 | 8,74 | 3,00 | 1,33 | 1 201    |
| Alto Estanqueiro - Jardia | 33,77 | 14,62 | 20,47 | 9,94  | 7,16 | 2,63 | 1,46 | 684      |
| Atalaia                   | 31,77 | 19,69 | 14,81 | 12,87 | 7,80 | 1,36 | 1,17 | 513      |
| Canha                     | 35,25 | 21,07 | 14,94 | 8,24  | 6,13 | 3,07 | 0,96 | 522      |
| Montijo                   | 23,74 | 22,37 | 16,95 | 15,72 | 7,81 | 1,69 | 1,16 | 7 759    |
| Pegões                    | 28,13 | 25,85 | 15,20 | 9,38  | 6,96 | 2,27 | 1,28 | 704      |
| Santo Isidro de Pegões    | 20,50 | 24,50 | 20,50 | 11,75 | 8,50 | 2,75 | 0,75 | 400      |
| Sarilhos Grandes          | 27,34 | 11,38 | 32,83 | 9,55  | 4,88 | 2,85 | 1,32 | 984      |
| Montijo                   | 25,86 | 20,45 | 18,74 | 13,77 | 7,54 | 2,06 | 1,19 | 12 767   |

### Palmela
| Partido                 | Partido                        | Votos  | %               | +/-   |
| ----------------------- | ------------------------------ | ------ | --------------- | ----- |
|                         | Coligação Democrática Unitária | 4 235  | 25,24 / 100,00  | 0,19  |
|                         | Partido Socialista             | 3 690  | 21,99 / 100,00  | 20,66 |
|                         | Partido Social Democrata       | 2 737  | 16,31 / 100,00  | -     |
|                         | Bloco de Esquerda              | 2 492  | 14,85 / 100,00  | 8,35  |
|                         | Partido Popular                | 1 204  | 7,18 / 100,00   | -     |
|                         | PCTP/MRPP                      | 346    | 2,06 / 100,00   | 0,07  |
|                         | Movimento Esperança Portugal   | 256    | 1,53 / 100,00   | Novo  |
|                         | Outros                         | 542    | 3,23 / 100,00   |       |
| Votos Inválidos         | Votos Inválidos                | 1 276  | 7,60 / 100,00   | 4,21  |
| Total                   | Total                          | 16 778 | 100,00 / 100,00 |       |
| Eleitorado/Participação | Eleitorado/Participação        | 46 697 | 35,93 / 100,00  | 0,73  |

| Freguesia      | %     | %     | %     | %     | %    | %    | %    | Votantes |
| Freguesia      | CDU   | PS    | PSD   | BE    | PP   | PCTP | MEP  | Votantes |
| -------------- | ----- | ----- | ----- | ----- | ---- | ---- | ---- | -------- |
| Marateca       | 31,33 | 26,94 | 16,76 | 7,34  | 7,12 | 2,63 | 0,55 | 913      |
| Palmela        | 18,96 | 23,39 | 20,35 | 15,72 | 7,92 | 1,47 | 1,57 | 4 963    |
| Pinhal Novo    | 29,49 | 20,68 | 11,90 | 16,89 | 6,17 | 2,17 | 1,42 | 6 737    |
| Poceirão       | 28,97 | 20,33 | 18,94 | 9,36  | 7,61 | 3,44 | 1,21 | 1 077    |
| Quinta do Anjo | 22,96 | 21,73 | 18,39 | 13,50 | 8,03 | 2,14 | 2,07 | 3 088    |
| Palmela        | 25,24 | 21,99 | 16,31 | 14,85 | 7,18 | 2,06 | 1,53 | 16 778   |

### Santiago do Cacém
| Partido                 | Partido                        | Votos  | %               | +/-   |
| ----------------------- | ------------------------------ | ------ | --------------- | ----- |
|                         | Coligação Democrática Unitária | 2 807  | 28,22 / 100,00  | 3,49  |
|                         | Partido Socialista             | 2 306  | 23,18 / 100,00  | 20,75 |
|                         | Partido Social Democrata       | 1 720  | 17,29 / 100,00  | -     |
|                         | Bloco de Esquerda              | 1 291  | 12,98 / 100,00  | 7,98  |
|                         | Partido Popular                | 531    | 5,34 / 100,00   | -     |
|                         | PCTP/MRPP                      | 260    | 2,61 / 100,00   | 0,11  |
|                         | Outros                         | 356    | 3,56 / 100,00   |       |
| Votos Inválidos         | Votos Inválidos                | 677    | 6,81 / 100,00   | 3,41  |
| Total                   | Total                          | 9 948  | 100,00 / 100,00 |       |
| Eleitorado/Participação | Eleitorado/Participação        | 26 700 | 37,26 / 100,00  | 1,99  |

| Freguesia               | %     | %     | %     | %     | %    | %    | Votantes |
| Freguesia               | CDU   | PS    | PSD   | BE    | PP   | PCTP | Votantes |
| ----------------------- | ----- | ----- | ----- | ----- | ---- | ---- | -------- |
| Abela                   | 44,40 | 26,25 | 11,78 | 4,44  | 4,05 | 3,67 | 518      |
| Alvalade                | 44,57 | 16,85 | 15,76 | 8,15  | 3,80 | 2,04 | 736      |
| Cercal do Alentejo      | 37,65 | 26,86 | 10,69 | 8,63  | 3,32 | 4,49 | 1 113    |
| Ermidas-Sado            | 33,79 | 25,44 | 17,24 | 12,18 | 1,78 | 1,64 | 731      |
| Santa Cruz              | 24,85 | 29,59 | 17,16 | 10,06 | 7,10 | 1,78 | 169      |
| Santiago do Cacém       | 24,50 | 24,29 | 18,99 | 11,99 | 6,08 | 2,38 | 2 351    |
| Santo André             | 16,22 | 21,33 | 20,87 | 20,06 | 7,24 | 1,98 | 3 230    |
| São Bartolomeu da Serra | 49,17 | 11,05 | 8,84  | 9,94  | 7,18 | 3,31 | 181      |
| São Domingos            | 50,00 | 22,66 | 7,55  | 6,25  | 4,17 | 3,39 | 384      |
| São Francisco da Serra  | 25,00 | 24,05 | 26,90 | 7,91  | 3,80 | 3,48 | 316      |
| Vale de Água            | 36,99 | 31,05 | 9,59  | 4,11  | 0,91 | 5,02 | 219      |
| Santiago do Cacém       | 28,22 | 23,18 | 17,29 | 12,98 | 5,34 | 2,61 | 9 948    |

### Seixal
| Partido                 | Partido                        | Votos   | %               | +/-   |
| ----------------------- | ------------------------------ | ------- | --------------- | ----- |
|                         | Coligação Democrática Unitária | 11 724  | 24,65 / 100,00  | 1,38  |
|                         | Partido Socialista             | 11 690  | 24,58 / 100,00  | 18,50 |
|                         | Partido Social Democrata       | 7 877   | 16,56 / 100,00  | -     |
|                         | Bloco de Esquerda              | 6 943   | 14,60 / 100,00  | 7,04  |
|                         | Partido Popular                | 3 013   | 6,34 / 100,00   | -     |
|                         | PCTP/MRPP                      | 733     | 1,54 / 100,00   | 0,02  |
|                         | Movimento Esperança Portugal   | 659     | 1,39 / 100,00   | Novo  |
|                         | Outros                         | 1 407   | 2,96 / 100,00   |       |
| Votos Inválidos         | Votos Inválidos                | 3 512   | 7,39 / 100,00   | 3,55  |
| Total                   | Total                          | 47 558  | 100,00 / 100,00 |       |
| Eleitorado/Participação | Eleitorado/Participação        | 126 037 | 37,73 / 100,00  | 1,72  |

| Freguesia            | %     | %     | %     | %     | %    | %    | %    | Votantes |
| Freguesia            | CDU   | PS    | PSD   | BE    | CDS  | PCTP | MEP  | Votantes |
| -------------------- | ----- | ----- | ----- | ----- | ---- | ---- | ---- | -------- |
| Aldeia de Paio Pires | 35,47 | 22,31 | 9,90  | 13,13 | 4,89 | 2,38 | 1,13 | 3 617    |
| Amora                | 24,02 | 25,13 | 16,68 | 14,64 | 6,41 | 1,40 | 1,33 | 15 152   |
| Arrentela            | 31,43 | 22,81 | 13,69 | 13,64 | 5,96 | 1,92 | 1,12 | 8 107    |
| Corroios             | 19,87 | 25,26 | 18,55 | 16,06 | 6,60 | 1,37 | 1,67 | 14 891   |
| Fernão Ferro         | 17,70 | 26,55 | 20,72 | 13,87 | 7,63 | 1,41 | 1,33 | 4 666    |
| Seixal               | 41,69 | 20,09 | 13,51 | 9,42  | 3,73 | 0,80 | 1,24 | 1 125    |
| Seixal               | 24,65 | 24,58 | 16,56 | 14,60 | 6,34 | 1,54 | 1,39 | 47 558   |

### Sesimbra
| Partido                 | Partido                        | Votos  | %               | +/-   |
| ----------------------- | ------------------------------ | ------ | --------------- | ----- |
|                         | Partido Socialista             | 3 285  | 24,13 / 100,00  | 20,15 |
|                         | Coligação Democrática Unitária | 2 901  | 21,31 / 100,00  | 2,91  |
|                         | Partido Social Democrata       | 2 450  | 18,00 / 100,00  | -     |
|                         | Bloco de Esquerda              | 2 060  | 15,13 / 100,00  | 7,94  |
|                         | Partido Popular                | 976    | 7,17 / 100,00   | -     |
|                         | Movimento Esperança Portugal   | 225    | 1,65 / 100,00   | Novo  |
|                         | PCTP/MRPP                      | 218    | 1,60 / 100,00   | 0,12  |
|                         | Outros                         | 427    | 3,13 / 100,00   |       |
| Votos Inválidos         | Votos Inválidos                | 1 072  | 7,88 / 100,00   | 3,61  |
| Total                   | Total                          | 13 614 | 100,00 / 100,00 |       |
| Eleitorado/Participação | Eleitorado/Participação        | 37 379 | 36,42 / 100,00  | 0,07  |

| Freguesia           | %     | %     | %     | %     | %    | %    | %    | Votantes |
| Freguesia           | PS    | CDU   | PSD   | BE    | PP   | MEP  | PCTP | Votantes |
| ------------------- | ----- | ----- | ----- | ----- | ---- | ---- | ---- | -------- |
| Quinta do Conde     | 24,00 | 20,42 | 17,63 | 16,03 | 8,11 | 1,47 | 1,45 | 6 200    |
| Sesimbra (Castelo)  | 23,74 | 19,99 | 19,05 | 14,54 | 6,65 | 1,80 | 1,74 | 5 282    |
| Sesimbra (Santiago) | 25,47 | 27,16 | 16,46 | 13,98 | 5,72 | 1,83 | 1,69 | 2 132    |
| Sesimbra            | 24,13 | 21,31 | 18,00 | 15,13 | 7,17 | 1,65 | 1,60 | 13 614   |

### Setúbal
| Partido                 | Partido                        | Votos   | %               | +/-   |
| ----------------------- | ------------------------------ | ------- | --------------- | ----- |
|                         | Partido Socialista             | 8 447   | 23,27 / 100,00  | 20,90 |
|                         | Coligação Democrática Unitária | 7 204   | 19,85 / 100,00  | 0,16  |
|                         | Partido Social Democrata       | 7 078   | 19,50 / 100,00  | -     |
|                         | Bloco de Esquerda              | 5 853   | 16,13 / 100,00  | 8,49  |
|                         | Partido Popular                | 3 072   | 8,46 / 100,00   | -     |
|                         | Movimento Esperança Portugal   | 752     | 2,07 / 100,00   | Novo  |
|                         | PCTP/MRPP                      | 546     | 1,50 / 100,00   | 0,38  |
|                         | Outros                         | 1 034   | 2,85 / 100,00   |       |
| Votos Inválidos         | Votos Inválidos                | 2 308   | 6,36 / 100,00   | 2,97  |
| Total                   | Total                          | 36 294  | 100,00 / 100,00 |       |
| Eleitorado/Participação | Eleitorado/Participação        | 100 610 | 36,07 / 100,00  | 1,20  |

| Freguesia                            | %     | %     | %     | %     | %     | %    | %    | Votantes |
| Freguesia                            | PS    | CDU   | PSD   | BE    | CDS   | MEP  | PCTP | Votantes |
| ------------------------------------ | ----- | ----- | ----- | ----- | ----- | ---- | ---- | -------- |
| Gâmbia - Pontes - Alto da Guerra     | 22,21 | 38,65 | 13,25 | 11,10 | 4,51  | 1,25 | 2,43 | 1 441    |
| Sado                                 | 22,71 | 42,29 | 7,39  | 13,04 | 3,42  | 1,19 | 2,63 | 2 017    |
| São Lourenço                         | 24,65 | 16,32 | 20,55 | 15,11 | 9,06  | 2,31 | 1,58 | 3 290    |
| São Simão                            | 24,68 | 20,34 | 20,69 | 13,56 | 7,68  | 1,84 | 1,79 | 2 006    |
| Setúbal - Nossa Senhora da Anunciada | 23,63 | 17,70 | 20,32 | 17,29 | 8,47  | 1,90 | 1,21 | 4 887    |
| Setúbal - Santa Maria da Graça       | 24,12 | 14,48 | 23,22 | 16,72 | 9,25  | 1,91 | 1,08 | 2 769    |
| Setúbal - São Julião                 | 19,94 | 11,24 | 29,16 | 15,82 | 10,98 | 3,10 | 0,70 | 6 184    |
| Setúbal - São Sebastião              | 24,14 | 21,08 | 16,12 | 17,34 | 8,30  | 1,89 | 1,74 | 13 700   |
| Setúbal                              | 23,27 | 19,85 | 19,50 | 16,13 | 8,46  | 2,07 | 1,50 | 36 294   |

### Sines
| Partido                 | Partido                        | Votos  | %               | +/-   |
| ----------------------- | ------------------------------ | ------ | --------------- | ----- |
|                         | Coligação Democrática Unitária | 985    | 25,19 / 100,00  | 2,22  |
|                         | Partido Socialista             | 983    | 25,14 / 100,00  | 15,75 |
|                         | Partido Social Democrata       | 625    | 15,98 / 100,00  | -     |
|                         | Bloco de Esquerda              | 616    | 15,75 / 100,00  | 9,87  |
|                         | Partido Popular                | 171    | 4,37 / 100,00   | -     |
|                         | PCTP/MRPP                      | 92     | 2,35 / 100,00   | 0,80  |
|                         | Movimento Esperança Portugal   | 41     | 1,05 / 100,00   | Novo  |
|                         | Outros                         | 114    | 2,91 / 100,00   |       |
| Votos Inválidos         | Votos Inválidos                | 283    | 7,24 / 100,00   | 2,68  |
| Total                   | Total                          | 3 910  | 100,00 / 100,00 |       |
| Eleitorado/Participação | Eleitorado/Participação        | 11 552 | 33,85 / 100,00  | 2,93  |

| Freguesia  | %     | %     | %     | %     | %    | %    | %    | Votantes |
| Freguesia  | CDU   | PS    | PSD   | BE    | PP   | PCTP | MEP  | Votantes |
| ---------- | ----- | ----- | ----- | ----- | ---- | ---- | ---- | -------- |
| Porto Covo | 27,10 | 35,23 | 17,34 | 7,05  | 3,25 | 2,71 | 0,27 | 369      |
| Sines      | 24,99 | 24,09 | 15,84 | 16,66 | 4,49 | 2,32 | 1,13 | 3 541    |
| Sines      | 25,19 | 25,14 | 15,98 | 15,75 | 4,37 | 2,35 | 1,05 | 3 910    |